# Puisatier
Le puisatier a pour profession le creusement et l'entretien des puits fournissant de l'eau.
Il est généralement assisté d'un ou deux compagnons, se servant parfois de petites charges d'explosifs. De ce fait, il doit redouter les effondrements et affaissements, à l'origine d'accidents généralement mortels.
Un treuil est fréquemment installé pour la descente et la remontée du puisatier ainsi que des matériaux extraits.

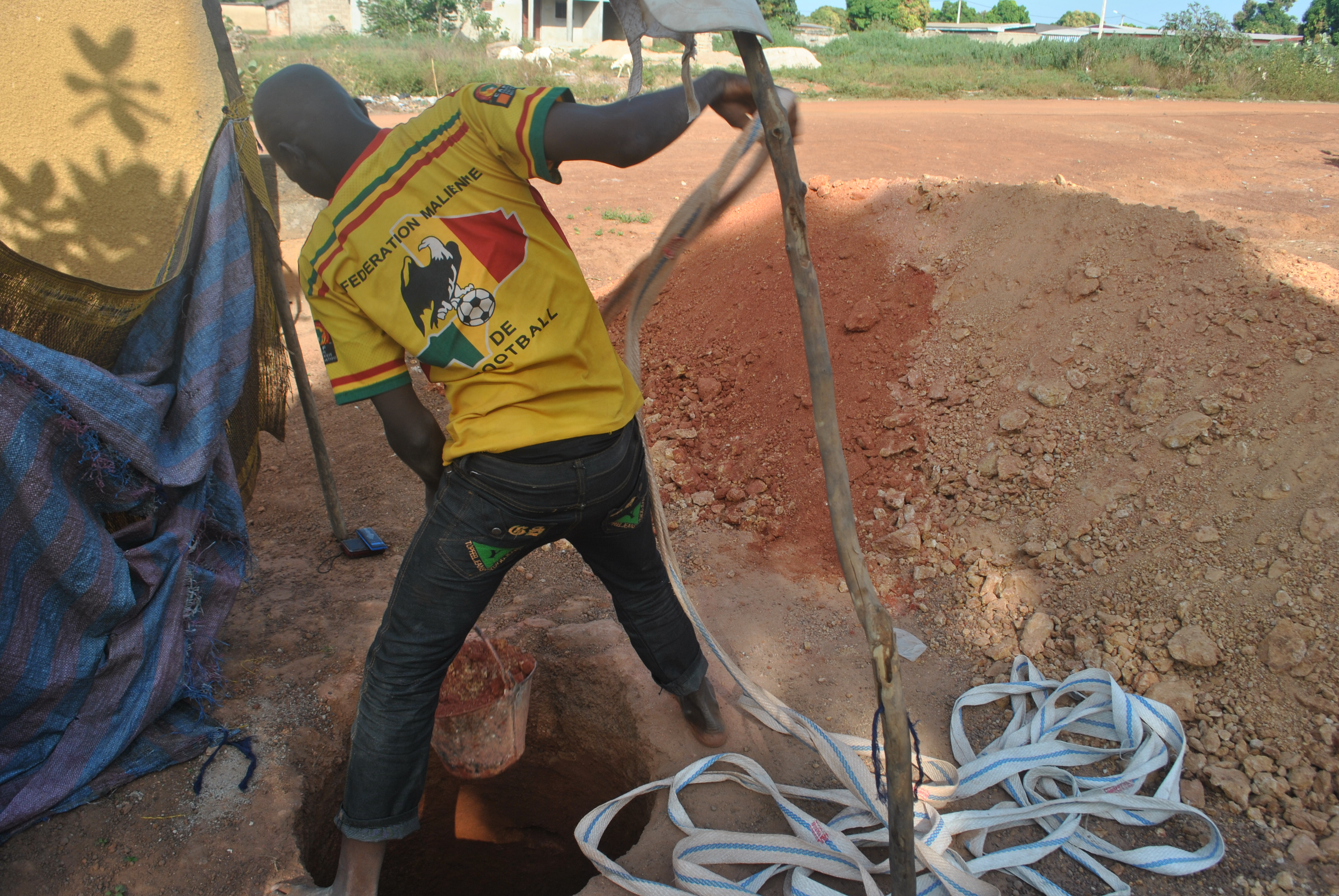
Un puisatier au travail à Ferké, en Côte d'Ivoire.

## Puisatiers célèbres
- Monsieur Barthélémy, dans la série de la bande dessinée Philémon de l'auteur Fred publié par Dargaud[1].
- Pascal Amoretti (Raimu) et son aide Félipe Rambert (Fernandel) dans La Fille du puisatier de Marcel Pagnol.
- Francis Chérasse, dit Le Bombé, dans le roman de René Fallet La soupe aux choux ainsi que dans le film tiré de ce roman.